# Список высших советских офицеров, попавших в плен во время Великой Отечественной войны
В список вошли представители высшего командного и начальствующего политсостава (в генеральских званиях и им соответствующих) РККА, попавшие в плен к противнику в ходе боевых действий во время Великой Отечественной войны 1941—1945 годов, их звания, обстоятельства пленения и дальнейшая судьба.

## Военачальники, чья судьба после пленения не установлена
| Фото | ФИО военачальника          | Звание               | Командовал (на момент пленения)          | Дата пленения     | Обстоятельства пленения                                           | Дальнейшая судьба |
| ---- | -------------------------- | -------------------- | ---------------------------------------- | ----------------- | ----------------------------------------------------------------- | --- |
| 1.   | Николаев, Серафим Петрович | дивизионный комиссар | комендант 41-го укрепрайона              | 21 июля 1941 года | Попал в плен в Прибалтике при попытке выйти из окружения в Лиепае | В плену назвался генерал-майором Николаевским, был разоблачён и 20 сентября 1941 года передан из лагеря военнопленных в гестапо г. Нюрнберг. Сведений о дальнейшей судьбе нет. |
| 2.   | Рихтер, Борис Стефанович   | генерал-майор        | начальник штаба 6-го стрелкового корпуса | 28 июня 1941 года | Попал в плен в бою в первые дни войны                             | Согласился на сотрудничество с немцами, работал начальником разведывательно-диверсионной школы абвера в Варшаве под фамилией Рудаева. 21 июня 1943 года Военная коллегия Верховного Суда СССР заочно приговорила Рихтера к высшей мере наказания. Точных сведений о дальнейшей судьбе нет. |
| 3.   | Салихов, Маркис Бикмулович | генерал-майор        | командир 60-й горнострелковой дивизии    | август 1941 года  | Попал в плен при выходе из окружения                              | 29 июля 1941 г. военным трибуналом Южного фронта заочно осужден на 10 лет тюремного заключения «с отбытием наказания по окончании войны, снижением воинского звания до полковника и понижением в должности до командира полка» (приказ Южного фронта № 0019 от 20 июля 1941 г.). В августе 1941 года при выходе из окружения был захвачен в плен, помещен в лагерь Замостье в Польше, затем в Хаммельбург в Германии. Приказом Главного управления кадров Наркомата обороны СССР № 370 от 11 января 1942 г. исключен из списков Красной Армии как погибший в бою. Точных сведений о дальнейшей судьбе нет. |

## Бежавшие из плена
| Фото | ФИО военачальника                | Звание        | Командовал (на момент пленения)                    | Дата пленения         | Обстоятельства пленения                     | Дальнейшая судьба |
| ---- | -------------------------------- | ------------- | -------------------------------------------------- | --------------------- | ------------------------------------------- | --- |
| 4.   | Алексеев, Иван Иванович          | генерал-майор | командир 6-го стрелкового корпуса                  | 10 сентября 1941 года | Попал в плен в бою                          | Бежал из плена, находился под следствием, в 1946 году восстановлен в армии, с 1953 года — в отставке. |
| 5.   | Бондовский, Александр Васильевич | генерал-майор | командир 85-й стрелковой дивизии                   | 21 июля 1941 года     | Попал в плен при попытке выйти из окружения | 26 июля 1941 года бежал из колонны пленных у деревни Дубинка. Вышел к своим 16 сентября в одиночку. 21 октября 1941 года попал в плен второй раз у деревни Коломыя, в ту же ночь бежал, вышел к своим 24 декабря 1941. 4 месяца проходил спецпроверку, затем преподавал на курсах «Выстрел». Командир 324-й стрелковой дивизии (02.12.1943 — 21.04.1944); заместитель командира 121-го стрелкового корпуса, затем снова преподаватель курсов «Выстрел». С 1946 года — в отставке. |
| 6.   | Гольцев, Николай Дмитриевич      | генерал-майор | командующий автобронетанковыми войсками 18-й армии | 15 августа 1941 года  | Попал в плен в бою                          | Бежал из плена 30 августа 1941 года, 14 октября арестован по обвинению в добровольной сдаче в плен. Расстрелян по постановлению ОСО 23.02.1942, посмертно реабилитирован 17.09.1955. |
| 7.   | Огурцов, Сергей Яковлевич        | генерал-майор | командир 10-й танковой дивизии                     | август 1941 года      | Попал в плен в бою                          | Бежал из плена, присоединился к партизанскому отряду, погиб 28 октября 1942 года. |
| 8.   | Сысоев, Павел Васильевич         | генерал-майор | командир 36-го стрелкового корпуса                 | 11 июля 1941 года     | Попал в плен при попытке выйти из окружения | Бежал из плена в августе 1943 года, принимал участие в партизанском движении. С 25 апреля 1944 года по 8 января 1946 года находился под арестом. Был освобождён и восстановлен в армии, с 1953 года — в отставке. |
| 9.   | Цирульников, Пётр Гаврилович     | генерал-майор | командир 51-й стрелковой дивизии                   | 8 октября 1941 года   | Попал в плен при попытке выйти из окружения | Бежал из плена, восстановлен в армии. 18 февраля 1942 года за невыполнение боевой задачи арестован и осуждён к 12 годам лишения свободы. Реабилитирован в 1953 году. |

## Погибшие в плену
| Фото | ФИО военачальника                 | Звание                             | Командовал (на момент пленения)                                   | Дата пленения         | Обстоятельства пленения                                                       | Дальнейшая судьба                                                        |
| ---- | --------------------------------- | ---------------------------------- | ----------------------------------------------------------------- | --------------------- | ----------------------------------------------------------------------------- | ------------------------------------------------------------------------ |
| 10.  | Алавердов, Христофор Николаевич   | генерал-майор                      | командир 113-й стрелковой дивизии                                 | 17 августа 1941 года  | Попал в плен в ходе Белостокско-Минского сражения                             | Расстрелян в тюрьме Нюрнберга в 1942 году.                               |
| 11.  | Баранов, Сергей Васильевич        | генерал-майор технических войск    | командир 212-й моторизованной дивизии                             | 29 июля 1941 года     | Попал в плен в бою на Юго-Западном фронте                                     | Умер от тифа в феврале 1942 года.                                        |
| 12.  | Вашкевич, Александр Александрович | генерал-майор                      | командир 5-й пехотной дивизии Войска Польского                    | 22 апреля 1945 год    | Попал в плен в ходе Баутцен-Вайсенбергской операции                           | Убит в плену (тело со следами зверских пыток найдено 4 мая 1945 г.)      |
| 13.  | Данилов, Сергей Евлампиевич       | генерал-майор                      | командир 208-й стрелковой дивизии                                 | сентябрь 1941 года    | Попал в плен в окружении на Брянском фронте                                   | Умер в плену 1 марта 1944 года.                                          |
| 14.  | Ершаков, Филипп Афанасьевич       | генерал-лейтенант                  | командующий 20-й армией                                           | 10 октября 1941 года  | Попал в плен в Вяземском «котле»                                              | Умер в плену в 11 июля 1942 года.                                        |
| 15.  | Зусманович, Григорий Моисеевич    | генерал-майор интендантской службы | заместитель командующего 6-й армии по тылу                        | май 1942 года         | Попал в плен в ходе Харьковского сражения                                     | Умер в плену в июле 1944 года.                                           |
| 16.  | Карбышев, Дмитрий Михайлович      | генерал-лейтенант инженерных войск | Профессор Военной академии Генерального штаба                     | 8 августа 1941 года   | Попал в плен в ходе Белостокско-Минского сражения                             | Погиб в концлагере Маутхаузен 18 февраля 1945 года.                      |
| 17.  | Кулешов, Александр Демьянович     | генерал-майор                      | командир 175-й стрелковой дивизии                                 | 13 июля 1942 года     | Попал в плен в ходе боёв под Харьковом                                        | Умер в плену в июне 1944 года.                                           |
| 18.  | Куликов, Константин Ефимович      | генерал-майор                      | командир 196-й стрелковой дивизии                                 | 15 сентября 1941 года | Попал в плен в бою                                                            | Умер в плену в 1942 году.                                                |
| 19.  | Макаров, Пётр Григорьевич         | генерал-майор                      | заместитель командира 11-го механизированного корпуса             | 8 июля 1941 год       | Попал в плен в тяжелораненом состоянии в ходе Белостокско-Минского сражения   | Убит в концлагере в сентябре 1943 года.                                  |
| 20.  | Максимов, Владимир Константинович | генерал-майор                      | заместитель командира 7-го гвардейского механизированного корпуса | 24 апреля 1945 год    | Попал в плен в тяжелораненом состоянии в ходе Баутцен-Вайсенбергской операции | Умер от ран в плену (по другим данным — в первые дни после освобождения) |
| 21.  | Никитин, Иван Семёнович           | генерал-майор                      | командир 6-го кавалерийского корпуса                              | июль 1941 года        | Попал в плен в ходе Белостокско-Минского сражения                             | Расстрелян в концлагере в феврале 1942 года.                             |
| 22.  | Новиков, Пётр Георгиевич          | генерал-майор                      | командир 109-й стрелковой дивизии                                 | 2 июля 1942 года      | Попал в плен при эвакуации из Севастополя                                     | Убит в концлагере в феврале 1944 года.                                   |
| 23.  | Новиков, Тимофей Яковлевич        | генерал-майор                      | командир 181-й стрелковой дивизии                                 | 15 августа 1942 года  | Попал в плен в ходе боёв подо Ржевом                                          | Умер в плену в декабре 1944 года.                                        |
| 24.  | Пресняков, Иван Андреевич         | генерал-майор                      | командир 5-й стрелковой дивизии народного ополчения               | 16 октября 1941 года  | Попал в плен в Вяземском «котле»                                              | Расстрелян в концлагере в 1943 году.                                     |
| 25.  | Прохоров, Василий Иванович        | генерал-майор                      | командир 80-й стрелковой дивизии                                  | август 1941 года      | Попал в плен в Уманском «котле»                                               | Умер в плену в 1943 году.                                                |
| 26.  | Прошкин, Николай Игнатьевич       | генерал-майор                      | командир 58-й горнострелковой дивизии                             | 6 августа 1941 года   | Попал в плен в Уманском «котле»                                               | Умер от тифа в плену в январе 1942 года.                                 |
| 27.  | Романов, Михаил Тимофеевич        | генерал-майор                      | командир 172-й стрелковой дивизии                                 | 1941 год              | Попал в плен при попытке выйти из окружения под Могилёвом                     | Погиб в плену 3 декабря 1941 года.                                       |
| 28.  | Рубцов, Фёдор Дмитриевич          | генерал-майор                      | командир 66-го стрелкового корпуса                                | 19 сентября 1941 года | Попал в плен в боях под Пирятиным                                             | Погиб в плену 19 сентября 1941 года.                                     |
| 29.  | Рыков, Евгений Павлович           | дивизионный комиссар               | член Военного Совета Юго-Западного фронта                         | 21 сентября 1941 года | Попал в плен при попытке выйти из окружения под Киевом                        | Умер в плену в ноябре 1941 года.                                         |
| 30.  | Семёновский, Фёдор Алексеевич     | корпусной комиссар                 | член военного совета 20-й армии                                   | 24 октября 1941 года  | Попал в плен в Вяземском «котле»                                              | Расстрелян как комиссар 24 октября 1941 года.                            |
| 31.  | Соколов, Александр Дмитриевич     | комдив                             | командир 16-го механизированного корпуса                          | 1 июля 1941 года      | Попал в плен в ходе боёв на Юго-Западном фронте                               | Умер в плену 17 августа 1941 года.                                       |
| 32.  | Сотенский, Владимир Николаевич    | генерал-майор артиллерии           | командующий артиллерией 5-й армии                                 | 20 сентября 1941 года | Попал в плен в Киевском «котле»                                               | Убит в плену 22 апреля 1945 года.                                        |
| 33.  | Старостин, Николай Михайлович     | генерал-майор артиллерии           | командующий артиллерии 11-го механизированного корпуса            | август 1941 года      | Попал в плен при выходе из окружения после Белостокско-Минского сражения      | Расстрелян в ноябре 1941 года.                                           |
| 34.  | Ткаченко, Семён Акимович          | генерал-майор                      | командир 44-й горнострелковой дивизии                             | 6 августа 1941 года   | Попал в плен в Уманском «котле»                                               | Убит при попытке к бегству в ночь со 2 на 3 февраля 1942 года.           |
| 35.  | Тхор, Григорий Илларионович       | генерал-майор авиации              | заместитель командира 62-й авиационной дивизии                    | 23 сентября 1941 года | Попал в плен в Киевском «котле»                                               | Расстрелян в Нюрнберге в январе 1943 года.                               |
| 36.  | Шепетов, Иван Михайлович          | генерал-майор                      | командир 14-й гвардейской стрелковой дивизии                      | 30 мая 1942 года      | Попал в плен в ходе Харьковского сражения                                     | Расстрелян в плену 21 мая 1943 года.                                     |
| 37.  | Шестопалов, Николай Михайлович    | генерал-майор                      | командир 12-го механизированного корпуса                          | 27 июня 1941 года     | Попал в плен в ходе приграничных боёв в Прибалтике                            | Умер от ран в плену в Шауляе 6 августа 1941 года.                        |

## Военачальники, вернувшиеся после войны в СССР

### Восстановленные в правах
| Фото | ФИО военачальника                  | Звание                       | Воинская часть и должность                     | Дата пленения         | Обстоятельства пленения                                                                     | Дальнейшая судьба |
| ---- | ---------------------------------- | ---------------------------- | ---------------------------------------------- | --------------------- | ------------------------------------------------------------------------------------------- | --- |
| 38.  | Абрамидзе, Павел Ивлианович        | генерал-майор                | командир 72-й горнострелковой дивизии          | 8 августа 1941 года   | Попал в плен в Уманском «котле»                                                             | Освобождён в 1945 году. После войны вернулся в СССР, где был восстановлен в рядах Советской Армии в 1946 году, в 1956 году вышел в отставку                                              |
| 39.  | Антюфеев, Иван Михайлович          | генерал-майор                | командир 24-й гвардейской стрелковой дивизии   | 5 июля 1942 года      | Попал в плен в ходе боёв под Ленинградом                                                    | Неудачно пытался бежать из плена, был освобождён американскими войсками. После войны вернулся в СССР, в 1945 году был восстановлен в рядах Советской Армии. В 1955 году вышел в отставку |
| 40.  | Бикжанов, Ибрагим Паскаевич        | генерал-майор                | командир 29-й моторизованной дивизии           | 25 июля 1941 года     | Попал в плен в ходе Белостокско-Минского сражения                                           | Освобождён из плена, вернулся в СССР, после проверки восстановлен в армии, с 1950 года — в отставке                                                                                      |
|      | Борисов, Михаил Дмитриевич         | генерал-майор                | командир 8-го кавалерийского корпуса           | 23 февраля 1943 года  | Попал в плен в бою                                                                          | Освобождён из плена, вернулся в СССР, после проверки восстановлен в армии, с 1958 года — в отставке                                                                                      |
| 42.  | Вишневский, Сергей Владимирович    | генерал-майор                | командующий 32-й армией                        | 22 октября 1941 года  | Попал в плен в Вяземском «котле»                                                            | Освобождён из плена, вернулся в СССР, после проверки восстановлен в армии, с 1949 года — в отставке                                                                                      |
| 43.  | Добросердов, Константин Леонидович | генерал-майор                | начальник штаба 37-й армии                     | 14 октября 1941 года  | Попал в плен в Киевском «котле»                                                             | Освобождён из плена, вернулся в СССР, после проверки восстановлен в армии, умер в 1949 году                                                                                              |
| 44.  | Зайцев, Георгий Михайлович         | генерал-майор                | командир 62-й гвардейской стрелковой дивизии   | 16 марта 1943 года    | Попал в плен в ходе боёв под Харьковом                                                      | Освобождён из плена, вернулся в СССР, после проверки восстановлен в армии, с 1955 года — в отставке                                                                                      |
| 45.  | Зотов, Александр Семёнович         | генерал-майор                | командир 128-й стрелковой дивизии              | 28 июля 1941 года     | Попал в плен при выходе из окружения                                                        | Освобождён из концлагеря Заксенхаузен, вернулся в СССР, после проверки в 1945 году восстановлен в армии                                                                                  |
| 46.  | Корнилов, Иван Алексеевич          | генерал-майор                | командир 49-го стрелкового корпуса             | 7 августа 1941 года   | Попал в плен тяжелораненым в Уманском «котле»                                               | Освобождён из плена, вернулся в СССР, после проверки восстановлен в армии. |
| 47.  | Лукин, Михаил Фёдорович            | генерал-лейтенант            | командующий 19-й армии                         | 14 октября 1941 года  | Попал в плен в Вяземском «котле»                                                            | Находясь в плену, лишился ноги. После войны вернулся в СССР, где был восстановлен в рядах Советской Армии и уволен в запас в 1946 году                                                   |
| 48.  | Любовцев, Илья Михайлович          | генерал-майор                | командир 51-го стрелкового корпуса             | 25 августа 1944 года  | Попал в плен в ходе Ясско-Кишинёвской операции                                              | Лишился в бою руки и ноги. Освобождён из плена, вернулся в СССР, после проверки в 1946 году восстановлен в армии                                                                         |
| 49.  | Мазанов, Лавр Александрович        | генерал-лейтенант артиллерии | командующий артиллерией 10-й гвардейской армии | 13 июля 1943 года     | Попал в плен при осмотре места боя, произошедшего за день до этого на Орловском направлении | После войны вернулся в СССР, где был восстановлен в рядах Советской Армии в 1946 году |
| 50.  | Мельников, Иван Иванович           | генерал-майор                | командир 246-й стрелковой дивизии              | 1 марта 1942 года     | Попал в плен в ходе боёв подо Ржевом                                                        | Освобождён из плена, вернулся в СССР, после проверки в 1945 году восстановлен в армии |
| 51.  | Михайлов, Николай Филиппович       | генерал-майор танковых войск | командир 5-й гвардейской танковой бригады      | 27 мая 1942 года      | Попал в плен в ходе Харьковского сражения                                                   | Освобождён из плена, вернулся в СССР, после проверки в 1946 году восстановлен в армии, с 1947 года — в отставке                                                                          |
| 52.  | Музыченко, Иван Николаевич         | генерал-лейтенант            | командующий 6-й армии                          | 6 августа 1941 года   | Попал в плен тяжелораненым в Уманском «котле»                                               | Освобождён 29 апреля 1945 года американскими войсками. После войны вернулся в СССР, где был восстановлен в рядах Советской Армии в 1946 году, в 1947 году вышел в отставку.              |
| 53.  | Носков, Александр Алексеевич       | генерал-майор                | командир 6-го кавалерийского корпуса           | 28 мая 1942 год       | Попал в плен в ходе Харьковского сражения                                                   | Освобождён из плена, вернулся в СССР, после проверки в 1946 году восстановлен в армии, с 1954 года — в отставке                                                                          |
| 54.  | Павлов, Пётр Петрович              | генерал-майор танковых войск | командир 25-го танкового корпуса               | 3 марта 1943 года     | Попал в плен в ходе боёв под Запорожьем                                                     | Освобождён из плена, вернулся в СССР, после проверки в 1945 году восстановлен в армии, с 1950 года — в отставке                                                                          |
| 55.  | Потапов, Михаил Иванович           | генерал-майор танковых войск | командующий 5-й армией                         | 10 сентября 1941 года | Попал в плен в Киевском «котле»                                                             | Освобождён из плена, вернулся в СССР, после проверки в 1945 году восстановлен в армии |
| 56.  | Прохоров, Иван Павлович            | генерал-майор артиллерии     | командующий артиллерией 20-й армии             | 12 октября 1941 года  | Попал в плен в Вяземском «котле»                                                            | Освобождён из плена, вернулся в СССР, после проверки в 1945 году восстановлен в армии, с 1953 года — в отставке                                                                          |
| 57.  | Скугарев, Иван Михайлович          | генерал-майор                | командир 219-й стрелковой дивизии              | 5 сентября 1941 года  | Попал в плен в Киевском «котле»                                                             | Освобождён из плена, вернулся в СССР, после проверки в 1945 году восстановлен в армии, с 1947 года — в отставке                                                                          |
| 58.  | Снегов, Михаил Георгиевич          | генерал-майор                | командир 8-го стрелкового корпуса              | 7 августа 1941 год    | Попал в плен в Уманском «котле»                                                             | Освобождён из плена, вернулся в СССР, после проверки в 1945 году восстановлен в армии, с 1959 года — в отставке                                                                          |
| 59.  | Тонконогов, Яков Иванович          | генерал-майор                | командир 141-й стрелковой дивизии              | 9 августа 1941 года   | Попал в плен в Уманском «котле»                                                             | Освобождён из плена, вернулся в СССР, после проверки в 1946 году восстановлен в армии, с 1949 года — в отставке                                                                          |

### Арестованные и осуждённые военачальники
| Фото | ФИО военачальника                | Звание                             | Воинская часть и должность                           | Дата пленения         | Обстоятельства пленения                                                   | Дальнейшая судьба |
| ---- | -------------------------------- | ---------------------------------- | ---------------------------------------------------- | --------------------- | ------------------------------------------------------------------------- | --- |
| 60.  | Артёменко, Павел Данилович       | генерал-майор                      | заместитель командующего 37-й армией                 | 27 сентября 1941 года | Попал в плен в Киевском «котле»                                           | В плену получил дистрофию. Освобождён в 1945 году. Арестован 29 декабря 1945 года, расстрелян 26 августа 1950 года. Реабилитирован в 2004 году. |
| 61.  | Белешев, Михаил Александрович    | генерал-майор авиации              | командующий ВВС 2-й ударной армии                    | июль 1942 года        | Попал в плен в ходе боёв под Ленинградом                                  | После войны проходил спецпроверку МГБ. Арестован 29 декабря 1945 года, расстрелян 26 августа 1950 года. Реабилитирован в 1957 году. |
| 62.  | Благовещенский, Иван Алексеевич  | генерал-майор береговой службы     | начальник Военного училища ПВО ВМФ в Лиепае          | 7 июля 1941 год       | Попал в плен при попытке выйти из окружения                               | Вступил в «Русский комитет», был в нём начальником военного отдела, одним из руководителей Русской освободительной армии. По приговору Военной коллегии Верховного Суда повешен 1 августа 1946 года |
| 63.  | Богданов, Павел Васильевич       | генерал-майор                      | командир 48-й стрелковой дивизии                     | 17 июля 1941 года     | Сдался в плен в ходе приграничного сражения в Прибалтике                  | Дал согласие на сотрудничество с немцами. Писал от своего имени обращения к русскому народу и к генералам Красной Армии. Вербовал военнопленных в «Боевой союз русских националистов» и выдавал бывших политработников РККА. Арестован 16 августа 1945 года, расстрелян 24 апреля 1950 года |
| 64.  | Будыхо, Александр Ефимович       | генерал-майор                      | командир 171-й стрелковой дивизии                    | 22 сентября 1941 года | Попал в плен в Киевском «котле»                                           | Вступил в «Политический центр борьбы с большевизмом» (ПЦБ). С февраля до конца апреля 1943 года исполнял обязанности начальника контрразведки и выявлял лиц, настроенных просоветски. В мае 1943 года перешёл в РОА. 19 октября 1943 года сдался представителям 4-й Ленинградской партизанской бригады. 7 ноября доставлен самолетом в Москву и взят под стражу. Расстрелян 19 апреля 1950 года |
|      | Власов, Андрей Андреевич         | генерал-лейтенант                  | командующий 2-й ударной армией                       | 11 июля 1942 года     | Сдался в плен при разгроме 2-й ударной армии под Ленинградом              | Согласился на сотрудничество с немцами, руководил Комитетом освобождения народов России и Русской освободительной армией. По приговору Военной коллегии Верховного Суда повешен 1 августа 1946 года |
| 66.  | Герасимов, Иван Михайлович       | генерал-майор                      | командир 146-й стрелковой дивизии                    | 12 сентября 1941 года | Попал в плен в Киевском «котле»                                           | После войны проходил спецпроверку МГБ. 29 декабря 1945 года арестован по обвинению в антисоветской агитации. В 1952 году лишён воинского звания. Освобождён 1 августа 1953 года. Реабилитирован 2 ноября 1956 года. В 1957 году восстановлен в звании |
| 67.  | Егоров, Евгений Арсентьевич      | генерал-майор                      | командир 4-го стрелкового корпуса                    | 30 июня 1941 года     | Попал в плен в ходе Белостокско-Минского сражения                         | После войны проходил спецпроверку МГБ. Арестован 23 декабря 1945 года, расстрелян 15 июня 1950 года |
| 68.  | Закутный, Дмитрий Ефимович       | генерал-майор                      | командир 21-го стрелкового корпуса                   | 26 июля 1941 года     | Попал в плен в ходе боёв под Гомелем                                      | Согласился на сотрудничество с немцами, работал в отделе пропаганды, принимал участие в Комитете освобождения народов России. По приговору Военной коллегии Верховного Суда повешен 1 августа 1946 года |
| 69.  | Зыбин, Ефим Сергеевич            | генерал-майор                      | командир 36-й кавалерийской дивизии                  | 18 июля 1941 года     | Попал в плен в ходе Белостокско-Минского сражения                         | После войны проходил спецпроверку МГБ. Арестован 29 декабря 1945 года, расстрелян 25 августа 1946 года. |
| 70.  | Кириллов, Николай Кузьмич        | генерал-майор                      | командир 13-го стрелкового корпуса                   | 10 августа 1941 года  | Попал в плен Уманском «котле»                                             | После войны проходил спецпроверку МГБ. Арестован 30 декабря 1945 года, расстрелян 25 августа 1950 года. Реабилитирован 29 декабря 1956 года. |
| 71.  | Кирпичников, Владимир Васильевич | генерал-майор                      | командир 43-й стрелковой дивизии                     | 1 сентября 1941 года  | Попал в плен в ходе боёв с финскими войсками в «котле» у деревни Порлампи | После войны проходил спецпроверку МГБ. Арестован 21 октября 1944 года, расстрелян 28 августа 1950 года. В посмертной реабилитации отказано. |
| 72.  | Крупенников, Иван Павлович       | генерал-майор                      | начальник штаба 3-й гвардейской армии                | 21 декабря 1942 года  | Попал в плен в ходе наступательной этапа Сталинградской битвы             | После войны проходил спецпроверку МГБ. Арестован 29 декабря 1945 года, расстрелян 28 августа 1950 года. Реабилитирован в ноябре 1957 года. |
| 73.  | Малышкин, Василий Фёдорович      | генерал-майор                      | начальник штаба 19-й армии                           | 24 октября 1941 года  | Попал в плен Вяземском «котле»                                            | Согласился на сотрудничество с немцами, руководил организационными вопросами в Русской освободительной армии, а также разведкой и контрразведкой. По приговору Военной коллегии Верховного Суда повешен 1 августа 1946 года |
| 74.  | Наумов, Андрей Зиновьевич        | генерал-майор                      | командир 13-й стрелковой дивизии                     | 19 сентября 1941 года | Попал в плен в сражении под Смоленском.                                   | После войны проходил спецпроверку МГБ. Арестован 24 июля 1945 года, расстрелян 19 апреля 1950 года. |
| 75.  | Понеделин, Павел Григорьевич     | генерал-майор                      | командующий 12-й армией                              | 7 августа 1941 года   | Попал в плен Уманском «котле»                                             | После войны проходил спецпроверку МГБ. Арестован 30 декабря 1945 года, расстрелян 25 августа 1950 года. Реабилитирован 13 марта 1956 года |
| 76.  | Потатурчев, Андрей Герасимович   | генерал-майор танковых войск       | командир 4-й танковой дивизии                        | июль 1941 года        | Попал в плен в ходе Белостокско-Минского сражения                         | После войны проходил спецпроверку МГБ. Арестован в ноябре 1945 года, умер в тюрьме в июле 1947 года. Реабилитирован в 1953 году. |
| 77.  | Привалов, Пётр Фролович          | генерал-майор                      | командир 15-го стрелкового корпуса                   | сентябрь 1941 года    | Попал в плен в Киевском «котле»                                           | После войны проходил спецпроверку МГБ. Арестован 25 декабря 1945 года, расстрелян 31 декабря 1951 года. Реабилитирован 18 марта 1968 года |
| 78.  | Ротберг, Тынис Юрьевич           | генерал-майор интендантской службы | начальник снабжения 29-го стрелкового корпуса        | июль 1941 года        | Попал в плен при выходе из окружения                                      | В июле 1942 года освобождён немцами под подписку о неучастии в борьбе против германской власти, проживал в Таллине. После занятия Таллина советскими войсками 20 ноября 1944 года арестован. Умер в лагере 24 июля 1953 года |
| 79.  | Самохин, Александр Георгиевич    | генерал-майор                      | командующий 48-й армией                              | 21 апреля 1942 года   | По прибытии на фронт попал в расположение немецких войск и был пленён     | После войны проходил спецпроверку МГБ, был арестован, осуждён к 25 годам лишения свободы. Реабилитирован 5 августа 1953 года |
| 80.  | Сиваев, Максим Наумович          | генерал-майор                      | начальник военных сообщений 24-й армии               | 2 ноября 1941 года    | Попал в плен Вяземском «котле»                                            | После войны проходил спецпроверку МГБ. Арестован 29 декабря 1945 года, расстрелян 28 августа 1950 года. Реабилитирован 1 марта 1957 года |
| 81.  | Трухин, Фёдор Иванович           | генерал-майор                      | заместитель начальника штаба Северо-Западного фронта | 27 июня 1941 года     | Попал в плен в первые дни войны                                           | Согласился сотрудничать с немцами, возглавил военную организацию Русской освободительной армии, являлся начальником штаба РОА. По приговору Военной коллегии Верховного Суда повешен 1 августа 1946 года |

## Статистика
По состоянию на 17 апреля 2021 года в данном списке имеется 81 человек:
- 3 человека, чья судьба не выяснена;
- 6 человек бежавших из плена;
- 28 человек погибших в плену;
- 22 человека, восстановленные в правах после освобождения из плена;
- 22 человек, которые были арестованы и осуждены (5 — повешены по делу «власовцев», 13 — расстреляны на основании приказа Ставки № 270 от 16 августа 1941 года, 2 — умерли в заключении, 2 — после заключения восстановлены в правах).

Распределение по воинским званиям:
- Генерал-лейтенант — 4
- Генерал-лейтенант артиллерии — 1
- Генерал-лейтенант инженерных войск — 1
- Генерал-майор — 56
- Генерал-майор авиации — 2
- Генерал-майор артиллерии — 3
- Генерал-майор береговой службы — 1
- Генерал-майор интендантской службы — 2
- Генерал-майор танковых войск — 5
- Генерал-майор технических войск — 2
- Корпусной комиссар — 1
- Дивизионный комиссар — 2
- Комдив — 1

Распределение по годам пленения:
- 1941 год — 62 человека
- 1942 год — 12 человек
- 1943 год — 4 человека
- 1944 год — 1 человек
- 1945 год — 2 человека